# 新見藩
新見藩（日语：／ Niimi han */?），是日本江戶時代的一個藩，位於備中國阿賀郡（現：岡山縣新見市），藩廳在新見陣屋，藩主是關氏。

## 沿革
元祿10年（1697年）、因為宗家美作津山藩森家廢藩，親族中的關長治被移封至備中新見，初代藩主關長治選擇新見作為陣屋，整備城下町，並開闢牛市，促進商業活動。新見藩領有阿賀郡・哲多郡・小田郡・浅口郡・後月郡5個郡内，知行達1萬8千石。
第3代藩主政富時推動財政改革，並且投注資源於教育上，建立藩校「思誠館」，對庶民進行學問獎勵，補助百姓學資。
第5代藩主長誠聘請學者丸川松陰進入思誠館講學，長誠也給松陰參與藩政，推動藩政的改革，丸川松陰撰寫了藩政指南書『型典』，成為日後藩政推動的手本。
安政4年（1857年），因為藩政財務困難，所以推動鐵、和紙的專賣。
在明治4年（1871年）廢藩置縣後，一度設為新見縣，後來又併入岡山縣中，於1884年（明治17年）關家被列為子爵。

## 歷任藩主
1. 関長治（ながはる）〔従五位下・備前守〕
2. 関長広（ながひろ）〔従五位下・但馬守〕
3. 関政富（まさとみ）〔従五位下・播磨守〕
4. 関政辰（まさとき）
5. 関長誠（ながのぶ）〔従五位下・備前守〕
6. 関長輝（ながてる）〔従五位下・但馬守　隠居後、備前守〕
7. 関成煥（しげあきら）〔従五位下・大蔵少輔　隠居後、備前守〕
8. 関長道（ながみち）〔従五位下・備前守〕
9. 関長克（ながかつ）〔従五位下・備前守〕